# Nessuno ti salverà
Nessuno ti salverà (No One Will Save You) è un film del 2023 diretto da Brian Duffield. 

## Trama
Brynn è una sarta che vive nella sua isolata casa d'infanzia, conducendo una vita solitaria dettata dall'ansia; evita qualunque contatto con la città vicina, dal momento che un evento passato correlato alla sua migliore amica Maude le ha fatto guadagnare l'ostilità degli abitanti. Una notte la donna si sveglia e scopre che in casa è entrato qualcuno, realizzando ben presto che si tratta di un alieno umanoide. L'essere la insegue per tutta l'abitazione dimostrando abilità telecinetiche, finché Brynn non lo uccide accidentalmente pugnalandolo alla testa con un pezzo di legno. 
Tutti i dispositivi elettronici sono stati resi inutilizzabili dai poteri dell'alieno, quindi Brynn va in città in bicicletta (notando lungo il tragitto segni di distruzione) per raggiungere la polizia, ma lì non riesce a chiedere aiuto in quanto il capo della polizia e sua moglie sono i genitori di Maude, che la trattano con disprezzo. Brynn decide di fuggire su un autobus, ma diversi passeggeri che appaiono controllati dagli alieni cercano di aggredirla; la donna riesce a scappare e va a visitare la tomba di Maude. 
Brynn torna a casa e, la sera, subisce l'attacco di altri due alieni che lei riesce a respingere. Un uomo posseduto cerca di consegnarla a un disco volante, ma lei si libera e sottomette un altro alieno molto più grande che tenta di catturarla dandogli fuoco. Tornata in casa, Brynn viene bloccata da un essere che rigurgita una piccola creatura tentacolare che spinge nella bocca della donna. Quest'ultima vive una realistica allucinazione in cui incontra Maude, ma riesce a liberarsi rigurgitando la creatura tentacolare. Un disco volante tramuta la creatura in un clone di Brynn, che insegue la donna e l'accoltella, ma lei riesce a ucciderlo.
Brynn viene catturata da un disco volante e viene sondata psichicamente da un gruppo di alieni all'interno del velivolo. Si scopre che, quando era giovane, Brynn aveva litigato con Maude e l'aveva impulsivamente colpita in testa, uccidendola, evento che ha portato la città a rivoltarsi contro di lei. Gli alieni decidono di liberarla e rimandarla sulla Terra senza controllarla, in quanto hanno capito che Brynn corrisponde allo stereotipo in cui gli alieni vogliono rendere lo standard umano: un po' come un animale già ammaestrato e domato, all'interno di uno zoo o un circo, in quanto "da sempre" isolata da tutti e socialmente innocua a causa del suo trauma infantile. Si vede infatti un panorama con innumerevoli dischi volanti, abdurre ognuna qualche terrestre per fargli il lavaggio del cervello rendendolo di fatto un automa.
Tempo dopo, si vede Brynn uscire sul patio di casa, svolgendo sempre le stesse azioni precedenti al film, conduce una vita serena nella sua casa ed è in ottimi rapporti con gli altri membri della sua comunità, che sono controllati dai parassiti alieni, e che sono in sincera sintonia con lei. La donna finalmente si sente accettata in un mondo ormai "alieno" che per lei è evidentemente migliore di quello precedente, superando anche il suo trauma.

## Produzione
Nell'aprile 2021, è stato annunciato che 20th Century Studios aveva acquisito la sceneggiatura del film curata da Brian Duffield, il quale sarebbe stato anche regista. Inoltre è stato anche annunciato che Kaitlyn Dever avrebbe interpretato la protagonista dell'opera.
Le riprese principali si sono svolte a New Orleans dall'aprile al giugno del 2022.

## Distribuzione
Nessuno ti salverà è stato presentato in anteprima nelle sale cinematografiche di New York e Los Angeles il 19 settembre 2023. Successivamente è stato pubblicato su Hulu negli Stati Uniti d'America il 22 settembre dello stesso anno. 

## Accoglienza
Sull'aggregatore di recensioni Rotten Tomatoes ha un indice di gradimento del 81%, con un voto medio di 7,00 su 10 basato su 38 recensioni.